# Apollo-Rettungsrakete

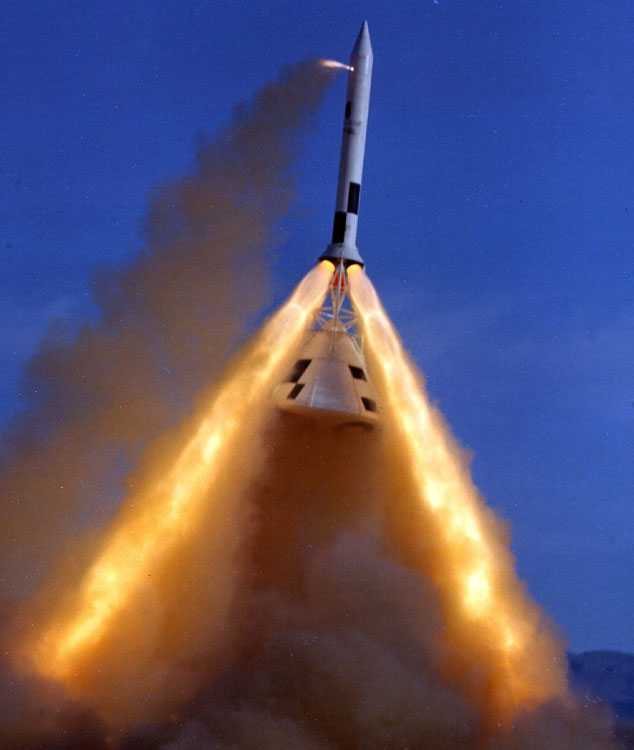
Test des Apollo Rettungssystems in White Sands im Juni 1965

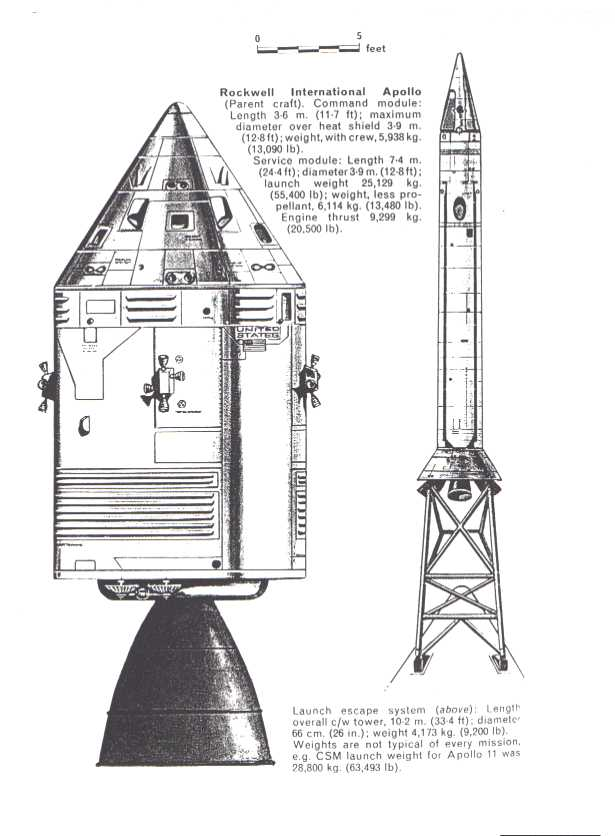
CSM mit LES

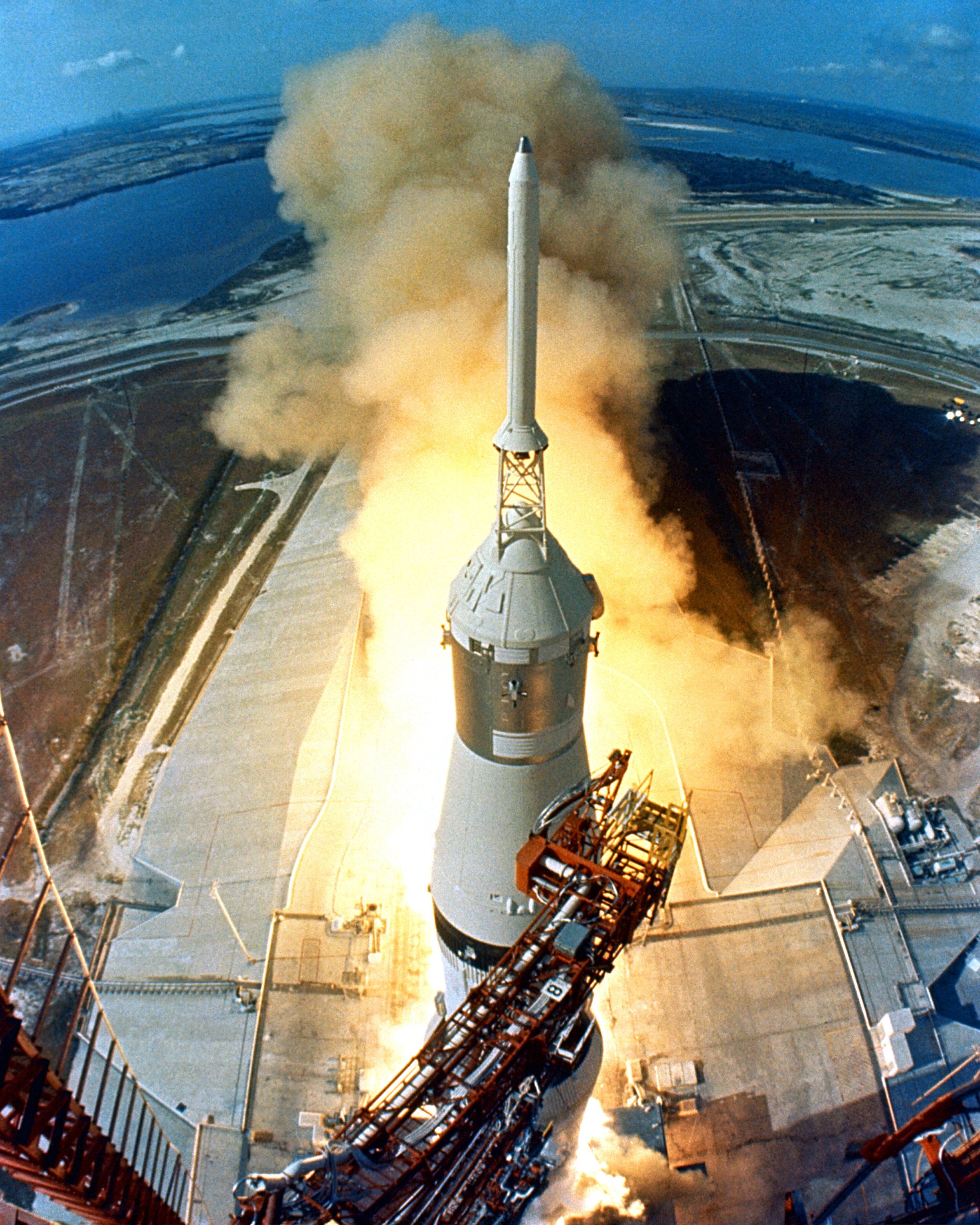
Saturn V beim Start von Apollo 11

Die Apollo-Rettungsrakete (englisch Apollo Launch Escape System, LES) war eine Rettungsrakete für die Astronauten des Apollo-Programms. Für den Fall, dass beim Start eine Notfallsituation eintrat, sollte das System die Apollo-Kapsel von der Spitze der Saturn-Rakete aus dem Gefahrenbereich befördern. Die Kapsel wäre daraufhin wie nach einem normalen Wiedereintritt an ihren Fallschirmen gelandet. Dieser Fall trat nie ein, so dass das LES bei keinem der Apollo-Starts aktiviert wurde.
Die Rettungsrakete (auch als Rettungsturm oder Launch Escape Tower (LET) bezeichnet) wurde über dem Apollo-Kommandomodul (CM) montiert und bildete die Spitze der Startkonfiguration. Bei der Saturn V war sie 10,05 Meter hoch, hatte einen Durchmesser von 66 Zentimetern und ein Gewicht von 4,17 Tonnen. Drei Feststoffraketen mit unterschiedlichen Aufgaben waren integriert:
- Die größte sorgte für den Antrieb und entwickelte für 3,2 Sekunden einen Schub von 689 kN.
- Die zweite sorgte für die richtige Lage; kontrolliert durch ein Steuerungssystem namens Q-Ball.
- Die letzte war für die Trennung von CM und LES nach der erfolgreichen Flucht zuständig, wurde aber auch bei einem normal verlaufenden Start benötigt, um in 90 km Höhe den Turm vom Raumschiff Apollo zu entfernen.

Um das Kommandomodul vor den Antriebsgasen des Rettungssystems wie auch vor der Reibungshitze eines normalen Starts zu schützen, befand sich über der Kommandokapsel noch eine Schutzhülle, der Boost Protective Cover (BPC).
Das System konnte sich selbsttätig aktivieren oder manuell ausgelöst werden.

## Automatischer Abbruch
Die automatische Auslösung war darauf ausgelegt, in den frühen Phasen des Starts, wenn die Reaktionszeit der Astronauten einen rechtzeitigen Abbruch verhindert hätte, ein Versagen der Saturn V zu erkennen und den Abbruch einzuleiten.
Es existierten drei Kriterien, die einen automatischen Abbruch ausgelöst hätten:
1. Strukturelles Versagen: An der Seite der Rakete waren drei Kabel verlegt, die ein Auseinanderbrechen zwischen der IU und dem CSM erkannt hätten. Sobald mindestens zwei dieser Kabel den Kontakt verlieren, hätte das LES automatisch ausgelöst.
2. Triebwerksversagen der ersten Stufe: Verlieren zwei oder mehr Triebwerke der ersten Stufe 90 % oder mehr ihres vorgesehenen Schubes, wird der Abbruch ausgelöst.
3. Überschreiten maximaler Rotationsgeschwindigkeiten: Dreht sich die Rakete um mehr als vier Grad pro Sekunde auf der Nick- oder Gierachse oder um 20 Grad pro Sekunde um die Rollachse, wird der Abbruch ebenfalls ausgelöst.

Diese automatischen Abbruchkriterien waren aktiv, bis das mittlere Triebwerk der ersten Stufe ausgeschaltet wurde.

## Manueller Abbruch
Ein manueller Abbruch konnte durch Drehen des Translationshebels gegen den Uhrzeigersinn ausgelöst werden.
An Bord des Raumschiffs existierte eine Indikationsanzeige, welche durch verschiedene Personen im Missions-Kontrollzentrum ausgelöst werden konnte. Auch in diesem Fall wurde der Abbruch durch Drehen des Hebels initiiert.

## Belastung der Astronauten
Wäre das LES zum Einsatz gekommen, hätte es die Astronauten einer Beschleunigung von über 15 g ausgesetzt, doppelt so viel wie bei der normalen Rückkehr vom Mond.